# Final a cuatro
El sistema de final a cuatro (en inglés: final four) es el término que se utiliza para denominar a un sistema de competición, generalmente deportiva, de fases eliminatorias en la que se disputa las semifinales y final en una misma sede y a partido único. En algunas ocasiones se puede disputar el partido del tercer y cuarto puesto.
El término fue acuñado con el torneo final del Campeonato de la División I de Baloncesto Masculino de la NCAA, deporte en el que está más extendido, y por extensión, también se denomina así a los mismos partidos de otras competiciones baloncestísticas como la Euroliga, por citar una.

## Fútbol
El formato fue adoptado en una competición específica a nivel local, la Supercopa de España, la cual comenzó a partir de 2020 buscando darle a la competición un mayor interés. Hasta entonces, se disputaba una final con partidos de ida y vuelta, pasando ahora a ser partidos únicos de semifinal y final.

## Baloncesto

### NCAA
En la Liga Universitaria de Estados Unidos, tras la fase regular de los equipos, se realiza un torneo final de eliminación directa entre las 68 mejores universidades de la División I, de los cuales 32 vienen a ser los campeones de cada conferencia y tendrán la ventaja de jugar como locales los partidos únicos en la primera fase del torneo, los restantes 36 vienen a ser determinados por el comité de selección de la NCAA, revisando sus promedios de partidos ganados y perdidos y sus clasificaciones finales en cada conferencia. Hay que tener en cuenta que 353 universidades compiten en la división puntera, por lo que diseñar otro sistema para designar al campeón nacional universitario sería complicado y muy extenso.
Las semifinales y la final del campeonato se organizan como un torneo aparte que se juega en una única sede (decidida con años de antelación), y con los 4 equipos campeones de sus fases regionales. Toda la fase de eliminación se realiza mayormente en marzo, por lo que el torneo es conocido informalmente en Estados Unidos como la "Locura de Marzo" o el "Gran Baile".

### Euroliga
En Europa, la Euroliga (llamada en ese momento la Copa de Europa de Baloncesto) maneja desde la temporada 1965-66 el sistema de Final a Cuatro en sede única para definir el campeón continental de baloncesto profesional. El torneo que busca reemplazar a la Euroliga, la Liga de Campeones de baloncesto, también maneja desde su primera temporada 2016-17 el sistema de Final a Cuatro o Final Four para definir su campeón.

### Ligas locales
La Liga de baloncesto de Israel maneja desde 1982 el formato de Final Four para definir a su campeón. En Filipinas, el baloncesto unversitario masculino también maneja el sistema de Final a Cuatro.